# Václav Čepelák
Václav Čepelák, né le 27 juillet 1915 et mort le 25 janvier 1975, est un footballeur tchécoslovaque et international bohémo-morave.

## Biographie
Joueur du FC Viktoria Plzeň, Václav Čepelák honore sa première et unique sélection avec l'équipe de Bohême-Moravie le 22 octobre 1939, contre l'Ostmark, et marque un but (5-5).